# Konstanty Jabłoński

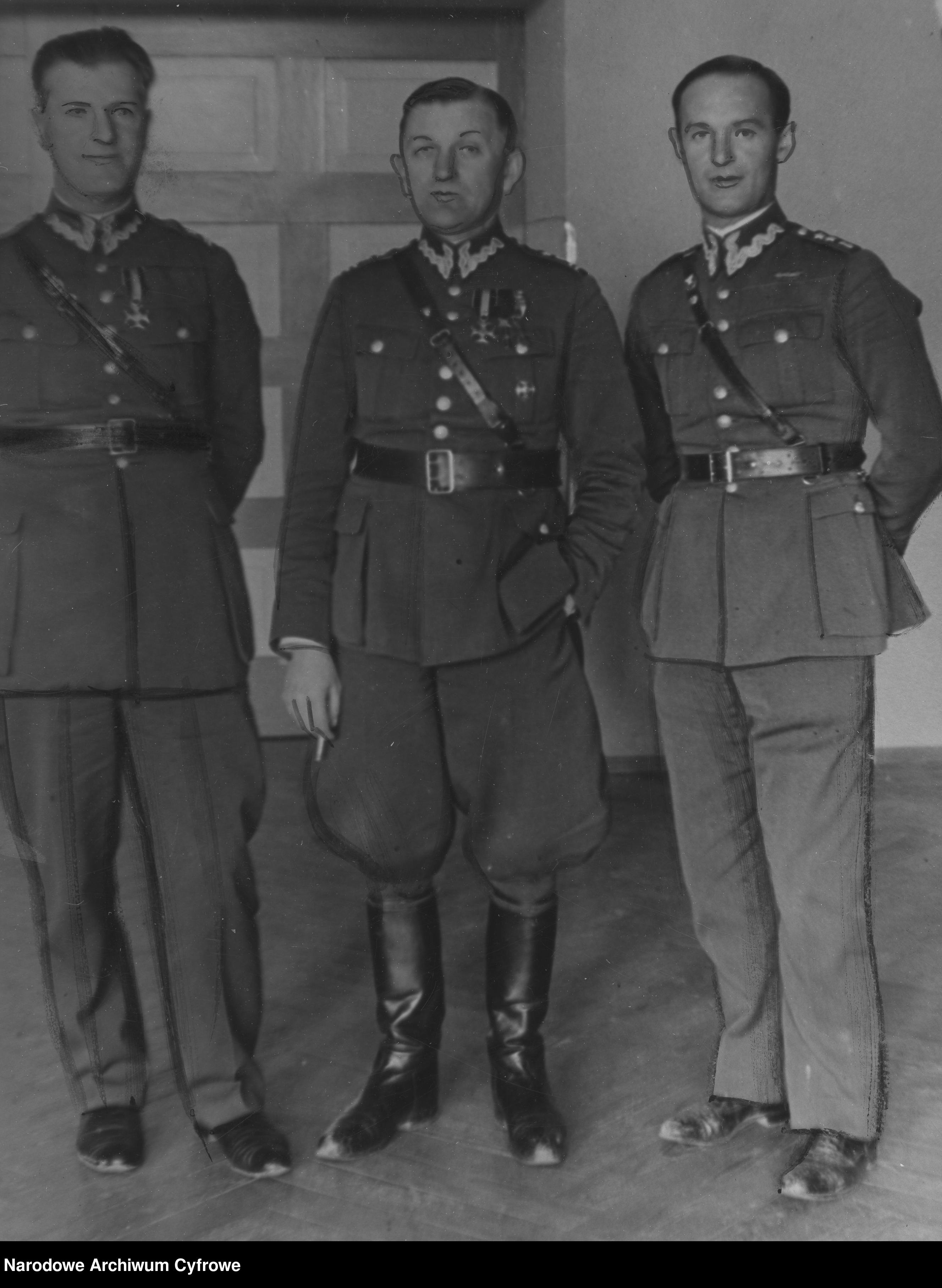
Ppłk Alfred Greffner w towarzystwie mjr. Konstantego Jabłońskiego (z lewej) i por. Tadeusza Kaja (z prawej). Lublin, kwiecień 1935.

Konstanty Piotr Jabłoński, ps. Kostek, Student (ur. 3 czerwca 1893 w Kaliszu, zm. 6 marca 1942 w Lubece) – major piechoty Wojska Polskiego, działacz niepodległościowy, kawaler Orderu Virtuti Militari.

## Życiorys
Urodził się 3 czerwca 1893 w Kaliszu, ówczesnej stolicy guberni kaliskiej, w rodzinie Konstantego i Marii z Szulczewskich. W 1905 został wydalony z I klasy gimnazjum rządowego w Kaliszu za udział w strajku szkolnym. W następnym roku wstąpił do polskiej Szkoły Handlowej w Kaliszu, a w 1908 przeniósł się do Szkoły Handlowej Zgromadzenia Kupców miasta Warszawy. Jako uczeń należał do Stowarzyszenia Postępowo-Demokratycznego. W 1911 zdał maturę, a w następnym roku wyjechał do Belgii, gdzie przez dwa lata studiował na Uniwersytecie w Liège. W czasie studiów należał do Związku Walki Czynnej i Związku Strzeleckiego. W lipcu 1914 przyjechał do Krakowa i wziął udział w kursie oficerskim Związku Strzeleckiego.
6 sierpnia 1914 wymaszerował z Krakowa z IV plutonem 1 kompanii kadrowej. W październiku tego roku pod Dęblinem został ranny w lewą nogę, lecz mimo otrzymanej rany pozostał w szeregach do powrotu 1 pułku strzelców do Krakowa. Po pięciodniowym pobycie w szpitalu został przydzielony do batalionu uzupełniającego kapitana Leona Berbeckiego, a w grudniu 1914 do 4 kompanii III batalionu 1 pułku piechoty. W tym samym miesiącu walczył w bitwie pod Łowczówkiem. Awansował na sekcyjnego. 1 lipca 1915 w bitwie pod Tarłowem został ranny w prawe biodro. Leczył się w Szpitalu Fortecznym Nr 9 w Krakowie, a od września w Domu Rekonwalescentów w Kamieńsku. W grudniu 1915 wrócił do III batalionu. Na początku kwietnia 1917 odnotowany w 10 kompanii III batalionu 1 pp i przedstawiony do odznaczenia austriackim Krzyżem Wojskowym Karola. Po kryzysie przysięgowym (lipiec 1917) został internowany w obozie w Szczypiornie, gdzie pełnił funkcję komendanta bloku. Później został przeniesiony do obozu w Łomży, a w lutym 1918 zwolniony z internowania. Po zwolnieniu działał w Polskiej Organizacji Wojskowej.
Od 1 listopada 1918 walczył w szeregach 1 lubelskiego pułku piechoty (późniejszego 23 pułku piechoty) na wojnie z Ukraińcami, a później wojnie z bolszewikami. Dowodził 3 kompanią I batalionu 23 pp. Wyróżnił się 17 czerwca 1920 w walce pod Stefanpolem oraz w drugiej dekadzie sierpnia tego roku pod Macoszynem, w ramach kontruderzenia znad Wieprza. 31 sierpnia 1920 dowódca I batalionu, kapitan Henryk Borowik sporządził „wniosek na odznaczenie orderem «Virtuti Militari»”, który został zatwierdzony przez dowódcę pułku, kapitana Tadeusza Niezabitowskiego, dowódcę VI Brygady Legionów, pułkownika Wacława Wieczorkiewicza i dowódcę 3 Dywizji Legionów, generała podporucznika Leona Berbeckiego. 14 października 1920 został zatwierdzony z dniem 1 kwietnia 1920 w stopniu kapitana, w piechocie, w grupie oficerów byłych Legionów Polskich.
Po zakończeniu działań wojennych pozostał w wojsku jako oficer zawodowy i kontynuował służbę w 23 pp. 3 maja 1922 został zweryfikowany w stopniu kapitana ze starszeństwem od 1 czerwca 1919 i 897. lokatą w korpusie oficerów piechoty. Z dniem 1 grudnia 1922 został przydzielony do Dowództwa 27 Dywizji Piechoty w Kowlu na stanowisko pełniącego obowiązki oficera sztabu dowódcy piechoty dywizyjnej. Z dniem 1 marca 1924 został przydzielony do macierzystego 23 pp. W tym samym roku został przeniesiony do 71 pułku piechoty w Ostrowi Mazowieckiej.
„W maju 1926 pomimo, że 71 pp występował przeciw p. Marszałkowi zmuszony był z kilkoma kompaniami przejść na stronę rewolucji, formując samodzielny baon, który brał udział w akcji przeciw rządowi”. 12 kwietnia 1927 prezydent RP nadał mu stopień majora z dniem 1 stycznia 1927 i 62. lokatą w korpusie oficerów piechoty. W maju został przydzielony do Oficerskiej Szkoły Piechoty w Ostrowi Mazowieckiej na stanowisko dowódcy kompanii, lecz już w sierpniu tego roku przeniesiony do kadry oficerów piechoty z równoczesnym przydziałem do Departamentu Piechoty Ministerstwa Spraw Wojskowych w Warszawie na stanowisko referenta. Z dniem 1 sierpnia 1929 został zatwierdzony w tym departamencie na stanowisku szefa wydziału ogólnego. W marcu 1930 został przeniesiony do 1 pułku czołgów w Poznaniu celem odbycia praktyki. W październiku tego roku został wyznaczony na stanowisko dowódcy III batalionu 1 pułku czołgów. Z dniem 1 lipca 1931 został przeniesiony z byłego 1 pułku czołgów do 1 pułku pancernego w Poznaniu. We wrześniu 1933 został przeniesiony do Dowództwa Okręgu Korpusu Nr II w Lublinie na stanowisko komendanta Okręgu Związku Strzeleckiego Nr II. Służbę na ty stanowisku pełnił przez sześć kolejnych lat. Równocześnie był czynnym oficerem Związku Strzeleckiego w stopniu funkcyjnym „okręgowy” oraz członkiem lubelskiego Oddziału Związku Legionistów Polskich.
We wrześniu 1939 pełnił służbę w Kwaterze Głównej Armii „Poznań” na stanowisku szefa Wydziału Personalnego Oddziału I Sztabu. Wziął udział w obronie Warszawy. Po kapitulacji załogi stolicy dostał się do niemieckiej niewoli i został osadzony w Oflagu X B Nienburg. Później został przeniesiony do Oflagu X A Itzehoe, a następnie do Oflagu X C Lübeck. Zmarł 6 marca 1942 w Lubece i został pochowany na tamtejszym cmentarzu Vorwerker Friedhof (parcela XXI, pole 2, rząd B.N. 16).
Był żonaty z Anną z Wesołowskich (ur. 1893), z którą miał dwie córki: Marię (ur. 1920) i Wandę (ur. 1927).

## Ordery i odznaczenia
- Krzyż Srebrny Orderu Wojskowego Virtuti Militari nr 1685[1] – 17 maja 1921[37][38][39]
- Krzyż Niepodległości – 20 stycznia 1931 „za pracę w dziele odzyskania niepodległości”[40][41][42][43]
- Krzyż Kawalerski Orderu Odrodzenia Polski – 10 listopada 1938 „za zasługi na polu pracy społecznej”[44][45]
- Krzyż Walecznych czterokrotnie „za czyny orężne w bojach byłego 1 pp Leg.”[46][47]
- Złoty Krzyż Zasługi – 10 listopada 1928 „w uznaniu zasług położonych na polu pracy w poszczególnych działach wojskowości”[48][49]
- Medal Pamiątkowy za Wojnę 1918–1921 – 1928[1]
- Medal Dziesięciolecia Odzyskanej Niepodległości – 1928[1]
- Odznaka Pamiątkowa Pierwszej Kompanii Kadrowej[1]
- Odznaka „Za wierną służbę”[1]
- Odznaka Pamiątkowa Więźniów Ideowych[50]
- Odznaka oficera czołgów[1]
- Odznaka „Znak Pancerny” nr 258 – 11 listopada 1933[51]
- łotewski Medal Pamiątkowy 1918-1928 – 6 sierpnia 1929[52]